# Стасенко Володимир Васильович
Володи́мир Васи́льович Стасе́нко (нар. 13 лютого 1972, Львів) — український науковець у галузі мистецтвознавства, художник.

## Біографія
Закінчив Львівське училище прикладного мистецтва імені Івана Труша (1991), Українську академію друкарства (1996), аспірантуру кафедри історії та теорії мистецтва Львівської академії мистецтв (2000, у Якима Запаска).
Кандидат мистецтвознавства (2001). З 2001 по 2002 рік — старший науковий співробітник НДЧ Львівської академії мистецтв. Доцент (2002), завідувач кафедри Книжкової графіки та дизайну друкованої продукції Української академії друкарства (2005—2016), завідувач кафедри Графічного дизайну і мистецтва книги Української академії друкарства. Лауреат обласної премії у галузі дизайну (2015). Заслужений діяч мистецтв України (2016).
Член активу НСХУ (1997), Спілки критиків та істориків мистецтва (1998), Спілки дизайнерів України (2005).

## Творчість
Займається станковим живописом та графікою, книжковою ілюстрацією та дизайном.
Дипломант всеукраїнських художніх виставок. Нагороджений Почесною грамотою МОН України (2005, 2008). Учасник міжнародних виставок (Німеччина, Польща, Словаччина, Угорщина).
Персональні виставки: Краків, Польща (1993), Фрайбурґ, Німеччина (1993); Львів (1997); Байройт, Німеччина (1999, 2000).

## Твори
- сюжетні живописні композиції:
  - «Горіхове диво» (1994),
  - серія «Звістка» (1996),
  - серія «Гра з тінню» (1996),
  - «Золотоволоска» (1996),
  - «Геометрія Контакту» (1997),
  - «Викрадення Місяця» (1997),
  - «Голосіння» (1998),
  - «Зшивання трьох стихій» (1998),
  - «Перевізник» (1998);
- портрети:
  - «Жовтий нарцис у подарунок» (1993),
  - портрет Ірини Ольшанської (1996),
  - «2В. ¹ Т. М.» (портрет Тараса Драгана) (1996),
  - «Автопортрет із родиною» (1997),
  - «Оксана. Замилування» (1997);
- сакральна тематика:
  - «Сад Розуміння» (1996),
  - «Зняття з хреста» (1997),
  - «Різдво 2000 років» (1998).
- Графічні роботи у техніці монотипії та ліногравюри: «Червоне й чорне», «Фіолетова Мавра» (1997). Екслібриси: Л. та В. Косівих, А. Бокотея, М. Дзядика, В. Овсійчука, Я. Запаска.

## Праці
- «Початки українського друкарства» (2000; разом із Я. Запаском та О. Мацюком).
- «Христос і Богородиця у дереворізах кириличних книг Галичини XVII ст.: особливості розробки та інтерпретації образу» (2003).
- «Друковані праці науково-педагогічних співробітників Українського поліграфічного інституту ім. Івана Федорова, опубліковані в 1930–1970 рр.» біобібліогр. покажчик у 2-х чч. (2009, разом із Б. В. Дурняком, О. В. Мельниковим, О. М. Василишином та С. Г. Янчишин)
- «Спадкоємці першодрукаря. Словник митців випускників та викладачів кафедри графіки Української академії друкарства» (2010).